# Prezident Islandu
Prezident Islandu je vrchní představitel Islandu. Současným islandským prezidentem je od roku 2024 Halla Tómasdóttir.
Je volen na čtyřleté funkční období v prezidentských volbách, ve kterých mohou volit všichni občané Islandu starší 18 let. Může být zvolen opakovaně bez omezení počtu voleb, v nichž může kandidovat. Funkce prezidenta má na Islandu omezené pravomoci, neboť Island je parlamentní republikou. Prezidentské sídlo, zvané Bessastaðir, se nachází v hlavním městě Reykjavíku.
Úřad islandského prezidenta byl vytvořen v červnu 1944 poté, co země přestala být královstvím. První ženou ve funkci islandského prezidenta se stala v roce 1980 Vigdís Finnbogadóttir, která se stala zároveň první prezidentkou v historii jakékoliv země na světě.